# Ревельское сражение
Ревельское сражение — морское сражение, состоявшееся 2 (13) мая 1790 года на рейде прибалтийского порта Ревель (современный Таллин) между российским и шведскими флотами во время русско-шведской войны 1788—1790 годов.

## Подготовка к сражению и силы сторон
Заключив мир с Датско-Норвежской унией и получив субсидии от Великобритании и Пруссии, кампанию 1790 года шведы рассчитывали вести наступательно. Планировалось, собрав силы в кулак, быстрыми ударами разгромить разбросанные в Ревеле, Фридрихсгаме, Выборге и Кронштадте отдельные части русского линейного и галерного флотов. В то же время армия должна была всеми силами наступать на Санкт-Петербург. Однако предпринятое ещё в марте нападение шведских судов на Рогервик (Балтийский порт), хотя и оказалось успешным, заставило русских быть настороже и лишило действия шведов внезапности. Тем не менее шведский флот, в начале мая вышедший из Карлскроны, рассчитывал уничтожить русскую ревельскую эскадру. Имея 22 линейных корабля, 4 фрегата и 4 мелких судна, шведы значительно превосходили противника. Адмирал Чичагов, будучи осведомлён о приближении шведов, поставил свои силы на якоре в три линии: в первой — 10 линейных кораблей и 1 фрегат, во второй — 4 фрегата напротив промежутков между кораблями и по 1 бомбардирскому кораблю на флангах, в третьей — 7 катеров. Авангардом и арьергардом командовали вице-адмирал Мусин-Пушкин и контр-адмирал Ханыков.

## Ход сражения

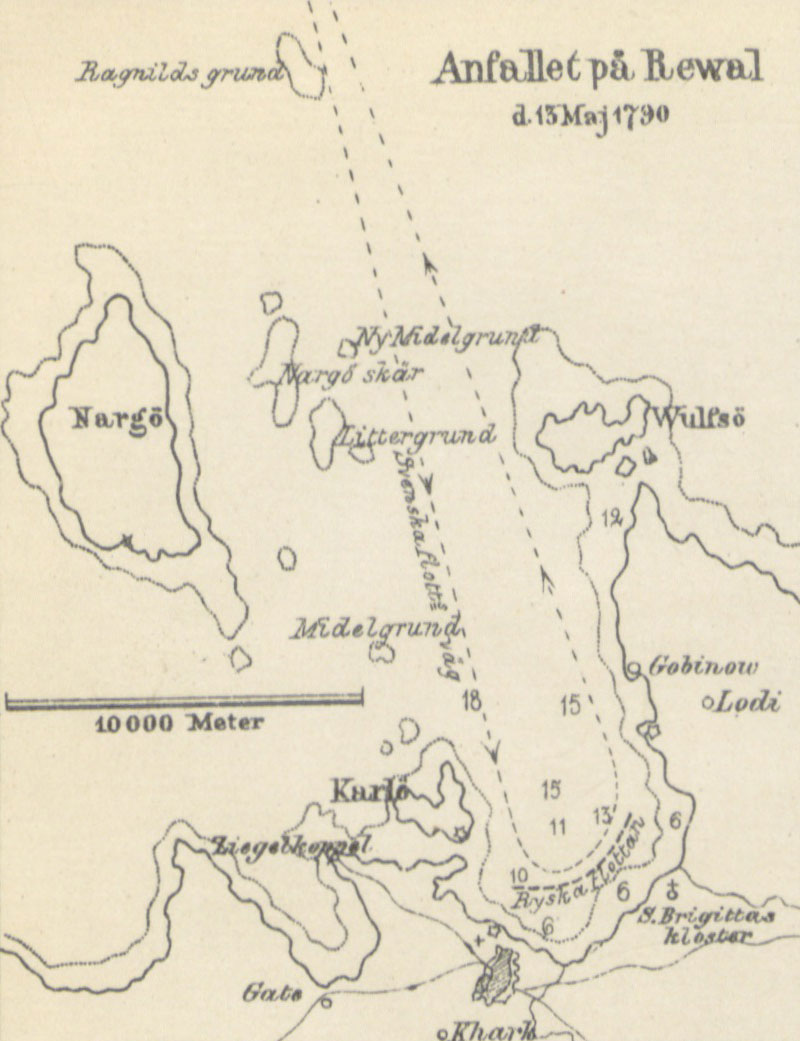
Карта сражения 13 мая 1790 г.

Согласно замыслу начальника штаба адмирала Норденшельда, шведский флот должен был, непрерывно стреляя, проходить в кильватерной колонне мимо стоящих на якоре русских кораблей и повторять этот манёвр до тех пор, пока русская эскадра не будет уничтожена. Этот план, по мнению немецкого исследователя Альфреда Штенцеля, был неудачным и не давал шведам никаких выгод: они не сосредоточили своих сил, не стали на якорь с подавляющими силами против неприятеля, не попытались обойти его и т. п. Из-за сильного ветра и неточного прицела большая часть шведских ядер не попадала в цель. В то же время ответный огонь русских кораблей, стоявших на якоре, оказывался намного эффективнее.
Больше всего пострадали те из шведских кораблей, которые пытались подойти на близкую дистанцию и для уменьшения хода и крена убавляли паруса. Они были встречены прицельными залпами и с большими потерями людей и значительными повреждениями рангоута и такелажа уходили из-под выстрелов, не причинив русским судам серьёзных повреждений. Флагманский корабль шведов «Густав III», вследствие неудачных манёвров, начал дрейфовать на русскую линию и оказался всего в 50 футах от «Ростислава», осыпавшего неприятеля ядрами и картечью. С трудом удалось ему уйти из-под огня, при этом его так накренило, что корабль был спасён от затопления лишь присутствием духа артиллерийского офицера, приказавшего задраить подветренные пушечные порты. Другой корабль, 64-пушечный корабль «Принц Карл», шедший пятнадцатым в линии, был так сильно повреждён (сбиты все мачты, в экипаже насчитывалось 65 убитых и 11 раненых), что потерял управление и был вынужден сдаться русским.
Вскоре после этого шведский командующий, наблюдавший за боем с фрегата «Ulla Fersen», отдал приказ прекратить бой. Несколько кораблей, замыкавших строй шведов, так и не приняли участие в бою. При отступлении один из повреждённых кораблей, «Riksens Ständer», сел на мель и был сожжён шведами. (Его пушка и якорь стоят в Таллине возле Английской гимназии)

## Потери сторон и итоги сражения
Этот «прогон сквозь строй» (по выражению Штенцеля, сравнившего бой с жестоким солдатским наказанием) стоил шведам больших жертв: 61 убитый, 71 раненый и около 520 пленных, 1 корабль попал в руки неприятеля, 1 потерпел крушение, а с 3-го потеряно 42 орудия, сброшенных, чтобы сойти с мели. Несколько шведских кораблей ушли для ремонта в Свеаборг. Потери русских составили лишь 8 убитых и 27 раненых. Стратегическим результатом сражения стало крушение шведского плана кампании — разгромить русские силы по частям не удалось, а понесённые потери (которые ранее планировалось с лихвой восполнить захваченными русскими кораблями) тяжело сказались на состоянии шведского флота.

## Состав флотов в сражении
Русский флот:
Первая линия:
2 100-пушечных корабля:

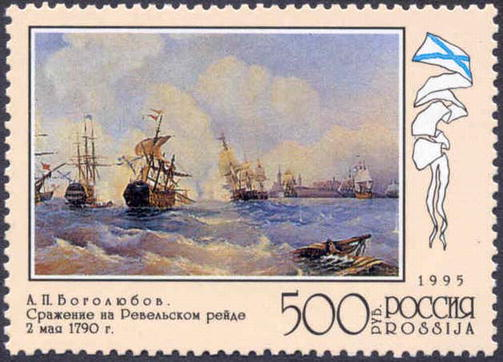
Почтовая марка, 1995 год

- «Ростислав» (флагман, командир — капитан 2-го ранга П. В. Чичагов),
- «Саратов» (флаг вице-адмирала A. B. Мусина-Пушкина, командир — капитан 2-го ранга Н. И. Барш);

4 74-пушечных корабля:
- «Мстислав» (командир — капитан 1-го ранга Андрей Ив. Денисов),
- «Кир Иоанн» (командир — капитан бригадирского ранга Е. Е. Тет),
- «Святая Елена» (флаг контр-адмирала П. И. Ханыкова, командир — капитан 1-го ранга Карл Евстафьевич фон Брейер),
- «Ярослав» (командир — капитан 1-го ранга С. Н. Телепнев);

4 66-пушечных корабля:
- «Болеслав» (командир — капитан 2-го ранга Н. И. Шешуков),
- «Изяслав» (командир — капитан 2-го ранга Ефим К. фон Сиверс),
- «Победоносец» (командир — капитан 1-го ранга А. И. Тимашев),
- «Прохор» (командир — капитан 1-го ранга Ф. Г. Скорбеев);

1 50-пушечный фрегат:
- «Венус» (командир — капитан 2-го ранга Р. В. Кроун).

Вторая линия:
1 36-пушечный фрегат:
- «Премислав» (командир — капитан-лейтенант Еким Лазарев-Станищев);

3 32-пушечных фрегата:
- «Надежда Благополучия» (командир — капитан-лейтенант H. A. Бодиско),
- «Подражислав» (командир — капитан-лейтенант К. И. фон Гревенс),
- «Слава» (командир — капитан-лейтенант Родион Свитин).

2 бомбардирских корабля:
- «Страшный» (командир — капитан-лейтенант A. C. Бабаев),
- «Победитель» (командир — капитан-лейтенант H. A. Тутолмин).

Третья линия — 7 катеров:
- «Меркурий»,
- «Нептун»,
- «Счастливый»,
- «Летучий» (командир — С. Г. Скотт),
- «Вестник» (командир — Е. П. Гетцен),
- «Лебедь»,
- «Волхов».

Шведский флот:
3 74-пушечных корабля:
- Wladislaff,
- Konung Gustaf III,
- Sophia Magdalena;

4 70-пушечных корабля:
- Götha Lejon,
- Enighet,
- Konung Adolf Fredrik,
- Louise Ulrika;

9 64-пушечных кораблей:
- Äran,
- Dristigheten,
- Dygd,
- Fädernesland,
- Försiktigheten,
- Hedvig Elisabeth Charlotta,
- Prins Carl,
- Tapperheten,
- Wasa;

3 62-пушечных корабля:
- Ömheten,
- Prins Fredrik Adolf,
- Rättvisan;

1 60-пушечный:
- Riksens Ständer;

2 44-пушечных фрегата:
- Grip,
- Uppland;

4 42-пушечных фрегата:
- Camilla,
- Euredice,
- Fröya,
- Galathea.

Примечание: состав как русского, так и шведского флота нуждается в уточнении.
Высочайшим указом адмирал В. Я. Чичагов был награждён орденом Св. Андрея Первозванного, вице-адмирал А. В. Мусин-Пушкин — золотой шпагой с бриллиантами, капитан 1-го ранга П. В. Чичагов — орденом Св. Георгия IV степени, контр-адмирал П. И. Ханыков — орденом Св. Владимира II степени, капитан бригадирского ранга Е. Е. Тет — орденом Св. Владимира III степени, капитаны Ан. Ив. Денисов, А. Ив. Тимашев, Ф. Г. Скорбеев, С. Н. Телепнев, К. Е. фон Брейер, Н. И. Шешуков, Р. В. Кроун, Е. К. фон Сиверс и Н. И. Барш и цейхмейстер майор Яков Ламсдорф — золотыми шпагами с надписью «За храбрость».

## Память
В 1897 году якорь и пушка со шведского военного корабля «Riksens Ständer» были подняты и установлены в память о павших в бою. Памятник находится возле Таллинской центральной библиотеки на бульваре Эстония. 